# Sandra Ciesek

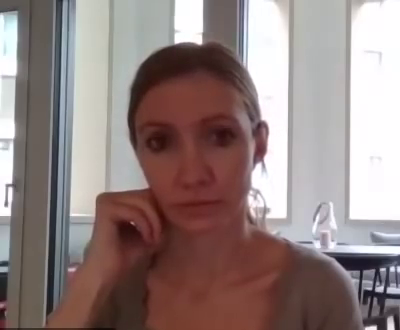
Sandra Ciesek, 2021

Sandra Ciesek (* 25. Februar 1978 in Goslar) ist eine deutsche Medizinerin und Virologin. Sie ist Direktorin des Instituts für Medizinische Virologie am Universitätsklinikum Frankfurt sowie Professorin für Medizinische Virologie an der Goethe-Universität. Zu ihren Schwerpunkten gehören neue Therapieformen für Hepatitis C und in jüngerer Zeit die Suche nach Medikamenten gegen COVID-19.

## Werdegang
Sandra Ciesek studierte 1997 bis 2003 Humanmedizin an der Universität Göttingen und der Medizinischen Hochschule Hannover (MHH), wo sie 2004 mit einer Arbeit zum Einfluss bestimmter dendritischer Zellen auf die Hepatitis-C-Infektion promoviert wurde. Sie konnte darin nachweisen, dass diese Zellen infizierte Zellen zerstören können – was bei Hepatitis-C-Patienten jedoch gerade nicht mehr der Fall ist, so dass hier eine Ursache für die Entstehung einer chronischen Hepatitis-C-Infektion liegen könnte. Die Dissertation wurde mehrfach ausgezeichnet.
Im Anschluss an ihre Promotion war sie bis 2009 an der MHH zunächst als Assistenzärztin tätig.
In einem DFG-geförderten Projekt forschte sie von 2009 bis 2012 als wissenschaftliche Mitarbeiterin am Twincore, einer gemeinsamen Forschungseinrichtung der MHH und des Helmholtz Zentrums für Infektionsforschung zu neuen Therapieansätzen für Hepatitis C. Im Kontext dieser Tätigkeit habilitierte sie sich 2011 in experimenteller Gastroenterologie mit einer Arbeit zur optimalen Immunsuppression bei Hepatitis-C-Patienten nach einer Lebertransplantation. 2013 absolvierte sie ihre Facharztprüfung für Innere Medizin und Gastroenterologie.
Von 2011 an leitete Ciesek die Arbeitsgruppe Virale Hepatitis an der MHH, wo sie Anfang 2016 zur außerplanmäßigen Professorin für Innere Medizin ernannt wurde. Kurz darauf wurde sie im März 2016 als W2-Professorin für Virologie an die Medizinische Fakultät der Universität Duisburg-Essen berufen und übernahm die stellvertretende Leitung des Instituts für Virologie. Eine zweite Facharztausbildung in Mikrobiologie, Virologie und Infektionsepidemiologie absolvierte sie bis 2018. In dieser Zeit machte sie auch den Masterabschluss in Public Health Administration an der Friedrich-Alexander-Universität Erlangen-Nürnberg.
Seit Frühjahr 2019 leitet Sandra Ciesek als Direktorin das Institut für Medizinische Virologie am Universitätsklinikum Frankfurt und ist Professorin für Medizinische Virologie der Goethe-Universität. Dort ist sie 2020 maßgeblich an der Forschung zu SARS-CoV-2, dem neuartigen Coronavirus, beteiligt. So konnte sie mit ihrem Team im Februar 2020 nachweisen, dass auch symptomfreie Personen Träger und somit Überträger des Virus sein können. Nach Ausbruch der Pandemie erhielt Ciesek im März 2020 von der Johanna-Quandt-Stiftung innerhalb 24 Stunden nach Antragstellung die Fördersumme von 250.000 Euro für die Suche nach wirksamen Medikamenten gegen COVID-19. Seit September 2020 war Ciesek abwechselnd mit Christian Drosten zu Gast im NDR-Podcast Coronavirus-Update und erklärt wissenschaftliche Kontexte zur COVID-19-Pandemie.
Ciesek ist Mitglied in verschiedenen Leitliniengruppen sowie in nationalen und internationalen Fachgesellschaften. Im Mai 2023 wurde sie in den Stiftungsrat der Stiftung Charité berufen.
Auf Vorschlag der hessischen Landtagsfraktion von Bündnis 90/Die Grünen wurde Ciesek zum Mitglied der 17. Bundesversammlung gewählt.

## Privat
Sie ist verheiratet und Mutter einer Tochter.

## Auszeichnungen
- 2004: Promotionspreis der Gesellschaft der Freunde der Medizinischen Hochschule Hannover[6]
- 2004: Ismar-Boas-Preis für herausragende Dissertationen der Deutschen Gesellschaft für Gastroenterologie, Verdauungs- und Stoffwechselkrankheiten[15]
- 2010: Martin-Gülzow-Preis der Deutschen Gesellschaft für Gastroenterologie, Verdauungs- und Stoffwechselkrankheiten[16]
- 2011: Präventionspreis der Deutschen Gesellschaft für Innere Medizin[17]
- 2013: GASL-Preis der YAEL-Stiftung für hervorragende wissenschaftliche Arbeiten[18]
- 2021: Hochschullehrer des Jahres (gemeinsam mit Christian Drosten)[19]
- 2021: Urania-Medaille
- 2021: LOEWE-Spitzenprofessur des Landes Hessen[20]
- 2021: Hessischer Kulturpreis, zusammen mit Mai Thi Nguyen-Kim, für „ihre Verdienste in der Corona-Pandemie“[21]
- 2023: Bundesverdienstkreuz 1. Klasse[22]

## Publikationen (Auswahl)
- Phänotyp und Funktion humaner CD1c-positiver dendritischer Zellen: Bedeutung für die Hepatitis-C-Virus-Infektion. (Dissertation). Hannover 2004.
- Die Hepatitis-C-Virusinfektion nach Lebertransplantation: molekularvirologische Untersuchungen zur optimalen Immunsuppression. (Habilitationsschrift). Hannover 2010.
- Evidence of SARS-CoV-2 Infection in Returning Travelers from Wuhan, China. 18. Februar 2020, doi:10.1056/NEJMc2001899 (englisch). im New England Journal of Medicine
- SARS-CoV-2 asymptomatic and symptomatic patients and risk for transfusion transmission. 29. März 2020, doi:10.1101/2020.03.29.20039529 (englisch). in Transfusion
- Ad hoc laboratory-based surveillance of SARS-CoV-2 by real-time RT-PCR using minipools of RNA prepared from routine respiratory samples. 29. März 2020, doi:10.1101/2020.03.30.20043513 (englisch).

## Artikel und Interviews
- Spiegel-Gespräch mit Rafaela von Bredow und Veronika Hackenbroch: Für mich zählt jedes einzelne Leben – da bin ich konservativ in: Der Spiegel Nr. 43 / 17. Oktober 2020, S. 108–110.